# Hans-Erich Voss
Hans-Erich Voss (ur. 30 października 1897 w Angermünde, zm. 18 listopada 1969 w Berchtesgaden w Bawarii) – niemiecki oficer marynarki wojennej, wiceadmirał. Służbę na okrętach rozpoczął w 1915 jako ochotnik. W 1917 uzyskał dyplom niemieckiej Akademii Marynarki Wojennej. Służył w niemieckiej marynarce wojennej przez okres Cesarstwa Niemieckiego, Republiki Weimarskiej i III Rzeszy. W 1942 był dowódcą ciężkiego krążownika „Prinz Eugen”, na którym spotkał ministra propagandy Rzeszy Josepha Goebbelsa. W wyniku spotkania, Goebbels zaproponował Vossowi pracę oficera łącznikowego w kwaterze kanclerza Adolfa Hitlera. Podczas zamachu 20 lipca został ranny od wybuchu bomby. W charakterze oficera łącznikowego Kriegsmarine pozostał do stycznia 1945. W dniu 1 maja 1945 opuścił bunkier Führera.
Po wojnie dostał się do sowieckiej niewoli.  W sierpniu 1951 został oskarżony przez władze radzieckie pod zarzutem, że „zajmował stanowisko dowodzenia we flocie wojennej Hitlera, brał udział w wojnie napastniczej z naruszeniem prawa międzynarodowego i traktatów”.  W lutym 1952 sąd wojenny w Moskwie Okręgu Wojskowego skazał go na karę 25 lat pozbawienia wolności. Na mocy dekretu Prezydium Rady Najwyższej ZSRR w grudniu 1954, został zwolniony i przekazany do Niemieckiej Republiki Demokratycznej i władzom Polskiej Rzeczypospolitej Ludowej. Zmarł 18 listopada 1969 w Berchtesgaden w Bawarii.